# Tadeusz Charzewski
Tadeusz Charzewski, także Kmita-Charzewski (ur. 25 sierpnia 1892 w Krakowie, zm. 30 października 1924 tamże) – nauczyciel polski, związany z gimnazjami przemyskimi. Uczył języka polskiego i francuskiego, był także autorem artykułów dotyczących literatury polskiej.

## Życiorys
Był synem Konstantego, urzędnika w Branicach. Uczęszczał do I Szkoły Realnej w Krakowie; maturę zdał w 1909 i rozpoczął studia na Wydziale Filozoficznym Uniwersytetu Jagiellońskiego. Uczęszczał na zajęcia z filologii polskiej i francuskiej, także z filozofii i estetyki, a po złożeniu dodatkowego egzaminu maturalnego od 1910, w charakterze słuchacza nadzwyczajnego, zaliczył dwa semestry z języków starożytnych. W 1913 uzyskał absolutorium. W roku szkolnym 1913/14, jako „kandydat do stanu nauczycielskiego” odbył kurs praktyczny w c. k. Gminazjum Realnym (IV.) w Krakowie. Uczył języka polskiego i francuskiego w klasie IVa, w wymiarze 6 godzin tygodniowo. W tym samym roku na łamach „Nowej Reformy” ogłosił artykuł Józef Korzeniowski. (W 50. rocznicę zgonu) (rocznik 32, nr 428). Korzeniowskiemu poświęcił także rozprawę doktorską (Józef Korzeniowski jako estetyk), przygotowaną pod kierunkiem Ignacego Chrzanowskiego i obronioną 12 lipca 1916.
We wrześniu 1916 mianowany został zastępcą nauczyciela w Szkole Realnej w Krośnie, ale niebawem powołano go do wojska. W grudniu 1917 zatrudniony został w Szkole Realnej w Śniatyniu; miesiąc później przeniesiony został do gimnazjum w Przemyślu na Zasaniu. Od zimowego półrocza 1918 był jednocześnie nauczycielem w I Gimnazjum w Przemyślu. Od czerwca 1919 kierował Okręgową Sekcją Opieki Ministerstwa Spraw Wojskowych na Przemyśl. W 1919 rozważano przeniesienie Charzewskiego do pracy w Wielkopolsce, ale ostatecznie lwowskie kuratorium zatwierdziło go na stanowisku nauczyciela I Gimnazjum w Przemyślu. Od roku szkolnego 1918/1919 pracował dodatkowo w przemyskim Gimnazjum Żeńskim im. Marii Konopnickiej, w którym prowadził kółko romanistyczne.
Zainteresowania Charzewskiego obejmowały literaturę, muzykę i teatr. Ogłosił kilka artykułów, m.in. Hugo Kołłątaj a liceum krzemienieckie („Biblioteka Warszawska”, 1913, tom 2), Tristan et Iseut dans la littérature française du moyen-âge (sprawozdanie IV Gimnazjum Realnego w Krakowie za rok szkolny 1915/1916; ukazała się jedynie część I rozprawy). W 1923 przygotował opracowanie Anhellego Słowackiego, wznowione w Warszawie w 1927. Pisał recenzje teatralne i muzyczne do pisma „Ziemia Przemyska”. Wspólnie z Henrykiem Rose, nauczycielem I Gimnazjum przemyskiego i twórcą szkolnego teatru, reżyserował przygotowane przez uczniów przedstawienie Pociesznych wykwintniś Moliera w języku francuskim (10 i 11 czerwca 1922).
Ze względu na stan zdrowia z początkiem marca 1924 udał się na urlop; kuracja okazała się spóźniona, Charzewski zmarł w Krakowie 30 października 1924, w wieku zaledwie 32 lat. W pogrzebie na cmentarzu Rakowickim w Krakowie uczestniczyły delegacje nauczycieli i uczniów przemyskich gimnazjów.